# Karađorđe
Cet article concerne la personnalité historique. Pour le film, voir Karađorđe (film).
Georges Pétrovitch (Đorđe Petrović ou Karađorđe en serbe) , connu en français sous le nom de Karageorges (en serbe Карађорђе), né à Viševac le 14 septembre 1752 / 1762 / 3 novembre 1768, et mort à Radovanje le 24 juillet 1817, était un militaire et un homme d'État serbe.
Il a notamment été le chef de la première révolte serbe contre les Turcs et le fondateur de la dynastie des Karađorđević.

## Étymologie
De son vrai nom Georges Petrovitch, il fut surnommé « Georges le Noir » (en turc Kara Yorgi, en serbe latin Karađorđe, en serbe cyrillique Карађорђе, du turc kara, noir) en raison de la peur qu'il inspirait ou, selon d'autres sources, en raison de son teint basané. En français, on le désigne souvent sous le nom de Karageorges.
- Karađorđe Petrović
- Карађорђе Петровић
- Ђорђе Карађорђевић
- George Czerny
- Georges Petrović
- Georges Karađorđević
- Karageorges.

## Biographie
Karageorges naît dans une famille de paysans, dans une Serbie sous domination ottomane depuis le XVe siècle.
En 1785, il épouse Jelena Jovanović, fille de Nikola Jovanović, obor-knez (en) – chef et collecteur de taxes – du village de Jasenica ; le couple donne naissance à sept enfants. 
En 1787, il doit s’enfuir en Autriche pour avoir tué un Turc. Il s’engage alors dans l’armée autrichienne et participe à la guerre austro-turque de 1788-1791 ; il participe notamment aux côtés du capitaine Radič Petrović (en) à la libération de la Krajina de Koča (Kočina krajina). Après la guerre, il s’installe à Topola ; là, il devient agriculteur et marchand de bétail et mène pendant quelque temps la vie d'un simple maître de maison.
À la suite de la guerre, le sultan Selim III accorde aux Serbes une plus grande autonomie. Mais en 1799, pour calmer l’agitation qui secouait son empire, le sultan autorise le retour des janissaires dans le pachalik de Belgrade. En 1801, de moins en moins contrôlables, ces janissaires tuent le pacha Hadji Mustafa (en) et multiplient les exactions. Pour réprimer les révoltes naissantes, le 4 février 1804, ils font arrêter et tuer 70 notables serbes. Karageorges, figurant sur la liste, réussit à échapper à ses poursuivants en se réfugiant dans la forêt. Cet événement, connu sous le nom de « Massacre des notables » ou « Massacre des Princes » (seča knezova), constitue l'élément déclencheur de la première révolte serbe contre les Turcs (1804-1813).
Le 14 février 1804, les notables survivants se rassemblent dans le petit village d’Orašac dans la province de la Šumadija et élisent Karageorges commandant en chef de l’insurrection. L’après-midi même, sous sa direction, les rebelles, des Grecs, Esclavons et des Croates, incendient le caravansérail d’Orašac et massacrent la population turque. Parmi les chefs de la rébellion se trouvent aussi un certain Milan Obrenović et son frère Miloš, appelé à jouer un rôle important dans la suite des événements.
En 1805, à Ivankovac, a lieu le premier grand affrontement entre les armées serbe et ottomane. Karageorges remporte la victoire et oblige les Turcs à se replier sur Niš. En 1806, il remporte encore contre eux la bataille de Mišar, puis réussit à s'emparer de Belgrade (12 décembre 1806), obligeant la Sublime Porte à le reconnaître prince de Serbie.
En 1808, l’assemblée du peuple (skupština) désigne Karageorges comme "gospodar" (seigneur) héréditaire de Serbie.
Voilà comment la Gazette de France le présente dans son édition du 11 février 1808:

« Le chef des Serbes est devenu si célèbre qu'on ne lira pas sans intérêt les détails qui le concernent. Il n'a point reçu de bonne éducation quant à l'instruction, car il ne sait ni lire ni écrire, mais c'est un honnête homme, brave et loyal. Il est résolu de périr plutôt que de laisser sa nation sous le joug de la Porte (les Turcs), et pour mieux parvenir à son but, il a su, en bon politique, se concilier la protection de la Russie, dont il a déjà reçu depuis son secours. Il a tellement organisé la Serbie que cette province, qui n'a que 900 000 habitants, a sur pied une armée de 80 à 100 000 hommes. »

En 1812, sous la pression de l’empereur Napoléon Ier, les Russes, contraints de signer le traité de Bucarest, rétablissent la paix entre la Russie et l'Empire ottoman. Une des clauses du traité prévoit le maintien de l'autonomie serbe. Cependant, en 1813, les Turcs, comptant sur la neutralité de la Russie, entrent de nouveau en Serbie. Karageorges, alors obligé de s’enfuir, se réfugie dans la Syrmie autrichienne, où, arrêté, il est conduit en Russie. Il entre alors en contact avec la Filikí Etería, une société secrète grecque qui s’est fixé pour but de libérer des Turcs toutes les régions chrétiennes des Balkans.
Pendant ce temps, en Serbie, les Ottomans tentent de désarmer les Serbes. Cette opération conduit, le 23 avril 1815, à la seconde révolte serbe contre les Turcs. Miloš Obrenović, qui avait joué un rôle un peu secondaire lors de la première insurrection, en est alors l’instigateur et le chef principal. En décembre 1815, à la suite du succès de cette nouvelle rébellion, Miloš Obrenović est reconnu comme prince de Serbie par le sultan Mahmoud II.
En 1817, avec l’aide de la Filiki Eteria, Karageorges, rentré en Serbie muni d’un faux passeport, est assassiné dans son sommeil sur les ordres de Miloš Obrenović le 24 juillet. Cet assassinat allait entraîner une lutte acharnée entre les familles Karađorđević et Obrenović.

## Postérité
Le fils de Karageorges, Alexandre Karađorđević, est à son tour prince de Serbie de 1842 à 1858. Puis la dynastie des Karadordevic régna sur le royaume de Serbie à partir de 1903, sur le royaume des Serbes, Croates et Slovènes, de 1918 à 1929 puis, à partir de 1929, sur le royaume de Yougoslavie.